# 蔡清遊
蔡清遊（1952年8月2日—），嘉義縣人，法訓所十五期結業，畢業於嘉義高中、輔仁大學法律系。前任中華民國司法院大法官。曾擔任國立清華大學科技法律研究所、東海大學法律系、文化大學法律研究所兼任助理教授。

## 生平
1970年嘉義高中畢業後，考上輔仁大學法律系，每學期成績維持第一、二名，大二時獲得當時司法行政部長張知本的獎學金，並於畢業時應屆考取司法人員推事檢察官乙等考試。1986年擔任臺灣澎湖地方法院庭長，同時間準備研究所考試，未獲錄取，第二年調至臺灣高等法院臺南分院，再次報考以第一名成績考進中國文化大學法律研究所就讀，入學口試老師其中之一為李復甸先生。1991年取得碩士學位後，碩士論文指導老師林國賢先生鼓勵其報考該校中山學術研究所博士班，第一年又沒錄取，於第二年考上博士班，2000年獲得博士學位。
擔任司法院刑事廳長任內，推動司法改革，於2003年修正<刑事訴訟法>，納入交互詰問、無罪推定、證據排除等原則，提升被告司法人權，並將法官角色定位為純裁判者，不再參與證據蒐集工作，建構公平正義的審判制度。
2007年任司法院大法官，並於2015年卸任。
2009年獲選為輔仁大學傑出校友。

## 外部連結
- 法律也有「真善美聖」　法界優秀校友細說從頭 （页面存档备份，存于）